# كونراد شيفر
كونراد شيفر (بالألمانية: Konrad Schäfer)‏ (و. 1911  م) هو طبيب، وconcentration camp guard ‏ ألماني، ولد في ميلوز، هو عضوٌ الحزب النازي.